# Контакт (серіал, 2021)
«Контакт» — російський драматичний серіал 2021 року про те, як батько намагається налагодити відносини з дочкою за допомогою соціальних мереж. Виробництвом проєкту займаються компанії Good Story Media і «Среда». Для актора Євгена Стичкіна серіал став дебютною режисерською роботою в жанрі багатосерійного кіно.
Онлайн-прем'єра серіалу відбулася 9 вересня 2021 року на відеоплатформі Premier. Телевізійна прем'єра запланована на каналі ТНТ восени 2021 року.

## Сюжет
Від опера Гліба Барнашова йде кохана дружина. Він впадає в затяжну депресію і починає зловживати алкоголем. Бачачи це, керівництво переводить Барнашова до відділу у справах неповнолітніх, де з'ясовується, що Гліб зовсім не розуміє сучасних дітей, а особливо — свою доньку Юлю. Для того, щоб хоч якось налагодити з нею відносини, а заодно і мати можливість її контролювати, він просить одного з підлітків, що провинилися потоваришувати з нею в одній з соцмереж, і передати йому доступ до аккаунту.

## Актори і ролі

### У головних ролях
| Актор         | Роль             |
| ------------- | ---------------- |
| Павло Майков  | Гліб Барнашов    |
| Ірина Паутова | Юля донька Гліба |

### У ролях
| Актор                 | Роль                    |
| --------------------- | ----------------------- |
| Равшана Куркова       | Кравцова                |
| Олексій Лукін         | Кравцов                 |
| Каріна Александрова   | Люта                    |
| Олександр Трачевський | Мишко                   |
| Вільма Кутавічюте     | Вяльбе                  |
| Олексій Агранович     | Тарасов                 |
| Дмитро Мальков        | Шуля                    |
| Сергій Гильов         | Макар                   |
| Владислава Лукіна     | Світлана                |
| Максим Віторган       | Падін чоловік Кравцової |

## Фільмування
Вперше про серіал було офіційно оголошено на презентації нового сезону телеканалу ТНТ 29 жовтня 2020 року.
Зйомки серіалу проходили з серпня по грудень 2020 року.
8 червня 2021 року серіал був представлений на Міжнародному онлайн-ринку фільмів, серіалів, телешоу і анімації Key Buyers Event: digital edition.